# Pareuchiloglanis
Pareuchiloglanis (Паревхілогланіс) — рід риб триби Glyptosternina з підродини Glyptosterninae родини Sisoridae ряду сомоподібні. Має 21 вид. наукова назва походить від грецьких слів para, тобто «в бік», «поряд», cheilo — «губи», латинського слова glanis — «сом».

## Опис
Загальна довжина представників цього роду коливається від 6 до 15 см. Голова сильно сплощена зверху, широка. Очі маленькі, розташовані з боків у верхній частині голови, вкриті шкірою. Губи товсті, м'ясисті. За губами розташована переривчаста канавка. На обох щелепах розташовані загострені зуби. Зяброві отвори не тягнуться до нижньої частини голови. Тулуб подовжений, сплощений зверху. Шкіра гладенька на спині та з боків, на череві вона має горбики. Спинний плавець з короткою основою. Грудні плавці широкі, складаються з 13-16 розгалужених променів. Під ними є клейковий апарат. Жировий плавець подовжений. Анальний плавець короткуватий. Хвостовий плавець короткий, з розгалуженими променями.
Забарвлення піщане, коричневе, сіре, світло-чорне.

## Спосіб життя
Це бентопелагічні риби. Зустрічаються у верхів'ях великих річок, особливо гірських, швидких, кам'янистих потоках і дрібних лісових струмках, які ллються каскадами. Живляться дрібними водними організмами.

## Розповсюдження
Мешкають у водоймах Китаю, Індії, В'єтнаму і М'янми — басейнах річок Брахмапутри, Янцзи, Меконг.

## Види
- Pareuchiloglanis abbreviatus
- Pareuchiloglanis anteanalis
- Pareuchiloglanis brevicaudatus
- Pareuchiloglanis feae
- Pareuchiloglanis gracilicaudata
- Pareuchiloglanis hupingshanensis
- Pareuchiloglanis longicauda
- Pareuchiloglanis macrotrema
- Pareuchiloglanis myzostoma
- Pareuchiloglanis namdeensis
- Pareuchiloglanis nebulifer
- Pareuchiloglanis poilanei
- Pareuchiloglanis prolixdorsalis
- Pareuchiloglanis rhabdurus
- Pareuchiloglanis robustus
- Pareuchiloglanis sichuanensis
- Pareuchiloglanis sinensis
- Pareuchiloglanis songdaensis
- Pareuchiloglanis songmaensis
- Pareuchiloglanis tamduongensis
- Pareuchiloglanis tianquanensis